# Wii Fit U
Wii Fit U es un juego desarrollado por Nintendo, en exclusivo para la videoconsola Wii U. Utiliza el Wii U GamePad, el innovador mando de Wii U, la ya conocida tabla Wii Balance Board y el nuevo Fit Meter un accesorio podómetro que viene incluido con el juego en algunos de los packs disponibles. El juego es la continuación de Wii Fit y Wii Fit Plus.

## Forma de juego
Al igual que sus predecesores, Wii Fit y Wii Fit Plus, Wii Fit U se centra en la participación del jugador en las actividades físicas, incluyendo yoga, entrenamiento de la fuerza y el mantenimineto del equilibrio a través del uso de la Wii Balance Board, una plataforma periférica en la que el jugador se encuentra en durante el juego que mide tanto el jugador peso y el centro de equilibrio. Wii Fit U presenta las actividades que incorporan el Wii U GamePad en su juego, así como las actividades que se presentaron en los juegos anteriores. Los existentes Wii Fit (Plus) pueden transferir todos sus datos y archivos en Wii Fit U.
Wii Fit U está diseñado para ser jugado con o sin el uso de una pantalla de televisión, el jugador puede optar por ver todas las acciones enteramente por la pantalla táctil del Wii U GamePad. Todas las copias de Wii Fit U se lían con un podómetro, llamado el Fit Meter. Cuando el medidor se ajuste se coloca cerca del Wii U GamePad, sus datos se cargarán automáticamente a través de infrarrojos y se guarda en la Wii U.
Wii Fit U, gracias al mando de Wii U permite jugar de una forma más realista y, además, tiene más juegos que Wii Fit. Se pueden utilizar los Miis como personajes del juego.
El accesorio podómetro, Wii Fit Meter te ayudará a llevar un registro de tu nivel de actividad durante el día. Este accesorio portátil apunta los pasos que das y detecta los cambios en el nivel de actividad, altitud y presión atmosférica, y es incluso capaz de interpretar qué clase de ejercicio estás haciendo sin usar Wii Fit U. Gracias a la tecnología de infrarrojos del Wii U GamePad, podrás añadir esta información, de forma rápida y sencilla, a tu perfil en Wii Fit U para así tener una visión más completa de toda tu actividad física durante el día.

## Minijuegos incluidos
Estos minijuegos son los que tiene incluidos el juego Wii Fit U. En todos los minijuegos se utilizan los Miis.
Dessert Course: Este juego consiste en repartir la mayor cantidad de postres antes de que el tiempo se acabe, para ello tendrás que caminar sobre la Wii Balance Board y mantener el Wii U GamePad en equilibrio, como si fuera una bandeja, para repartir los postres a los clientes.
Core Luge: En este juego usas a tu Mii que está sentado en una patineta y tienes que manejarlo hasta la línea de meta en el menor tiempo posible. Para manejarlo, tendrás que sentarte en la Wii Balance Board e inclinarte hacia los lados (para doblar) para avanzar por una resbaladiza pista helada.
Trampoline Target: Tendrás que apoyarte con cuidado en la Wii Balance Board para aterrizar en el centro del trampolín, para ello haces los movimientos como si se estuviese saltando en un verdadero trampolín, mientras el televisor muestra la altura a la que consigue saltar tu Mii y la pantalla del Wii U GamePad te ofrece una útil vista área que te ayudará a dar en el centro de la diana. El juego termina si se acaba el tiempo y sigues en el aire (ganas) o cuando no aciertas al trampolín y el Mii se golpea contra el suelo (pierdes).

## Desarrollo
Wii Fit U fue anunciado en el E3 2012. El juego se desarrolló por todo el 2012.